# Lê Quân
Lê Quân (sinh ngày 13 tháng 8 năm 1974) là một giáo sư, tiến sĩ Khoa học Quản trị và chính trị gia người Việt Nam. Ông hiện là đại biểu quốc hội Việt Nam khóa XV nhiệm kỳ 2021 - 2026, nguyên Phó Bí thư Tỉnh ủy, nguyên Chủ tịch Ủy ban Nhân dân tỉnh Cà Mau, Hiện là Bí thư Đảng ủy, Giám đốc Đại học Quốc gia Hà Nội, Chủ tịch Hội đồng Đại học Quốc gia Hà Nội.

## Xuất thân
Lê Quân sinh ngày 13 tháng 8 năm 1974 tại Hà Nội. Ông có quê quán ở xã Bình Hải, huyện Bình Sơn, tỉnh Quảng Ngãi.

## Giáo dục
- Giáo dục phổ thông: 12/12. Trung học cơ sở Dịch Vọng, Trung học phổ thông Yên Hòa
- Năm 1996, Tốt nghiệp tại Đại học chuyên ngành Quản trị doanh nghiệp tại Trường Đại học Thương mại.[3]
- Năm 1998, nhận bằng thạc sĩ ngành Quản trị kinh doanh (MBA) tại Trung tâm Pháp - Việt về Quản lý (CFVG)[3]
- Năm 1999, Thạc sĩ ngành Khoa học quản trị tại Đại học Kinh doanh Grenoble, Pháp.[3]
- Năm 2003, ông tốt nghiệp tiến sĩ chuyên ngành Khoa học Quản trị tại Đại học Toulon, Pháp.[3][4]
- Năm 2005, ông thực tập sau tiến sĩ tại tại Đại học Aix Marseille II, Pháp[3]
- Năm 2009, ông được Nhà nước Việt Nam phong học hàm phó giáo sư, là phó giáo sư trẻ nhất nước.
- Tháng 4 năm 2018, ông tiếp tục được công nhận đạt chuẩn Giáo sư, và tiếp tục là giáo sư trẻ nhất nước, cũng là giáo sư duy nhất được công nhận đợt này[5][6].
- Ông có bằng cao cấp lí luận chính trị

## Sự nghiệp
- 2/2000 - 5/2006: Giảng viên, cán bộ đối ngoại, phụ trách các Dự án đào tạo cử nhân thực hành và cử nhân quản trị doanh nghiệp bằng tiếng Pháp, Trường Đại học Thương mại
- 6/2006 - 7/2010: Phó Trưởng Bộ môn Quản trị doanh nghiệp (đến 8/2007); Trưởng Bộ môn Quản trị doanh nghiệp (8/2007 - 11/2009); Trưởng Bộ môn Quản trị Nguồn nhân lực ([- 7|11/2009 - 7]/2010), Trường Đại học Thương mại
- 8/2010 - 2/2011: Ủy viên Hội đồng Khoa học và Đào tạo Khoa Quản trị Nguồn nhân lực, Trường Đại học Thương mại
- 3/2011 - 9/2012: Giảng viên, Giám đốc Trung tâm Đào tạo và Giáo dục Quốc tế, Trường Đại học Kinh tế, ĐHQGHN (từ 1/2012)
- 11/10/2012 - 11/2014: Trưởng Ban Tổ chức Cán bộ, Ủy viên Ban Thường vụ Đảng ủy, Trưởng Ban Tổ chức Đảng ủy, Chính trị viên Ban Chỉ huy quân sự ĐHQGHN
- 8/12/2014 - 8/2015: Phó Giám đốc, Ủy viên BTV Đảng ủy, Trưởng Ban Tổ chức Đảng ủy ĐHQGHN
- 9/2015 - 13/9/2017: Phó Giám đốc, Ủy viên BTV Đảng ủy, Chủ nhiệm Ủy ban Kiểm tra Đảng ủy ĐHQGHN; Đại biểu Quốc hội khóa XIV (từ 7/2016)
- 14/9/2017 - 20/8/2020: Ủy viên Ban Cán sự, Thứ trưởng Bộ Lao động-Thương binh và Xã hội; Đại biểu Quốc hội khóa XIV
- 21/8/2020 - 2/9/2020: Phó Bí thư Tỉnh ủy Cà Mau; Đại biểu Quốc hội khóa XIV
- 3/9/2020: Phó Bí thư Tỉnh ủy Cà Mau, Bí thư Ban Cán sự Đảng UBND tỉnh, Chủ tịch UBND tỉnh Cà Mau; Đại biểu Quốc hội khóa XIV
- 6/2021: Hội đồng bẩu cử Quốc gia công bố trúng cử Đại biểu Quốc hội khóa XV
- 24/6/2021: Thủ tướng Chính phủ Phạm Minh Chính đã ký Quyết định số 998/QĐ-TTg bổ nhiệm ông Lê Quân, Phó Bí thư Tỉnh ủy, Chủ tịch UBND tỉnh Cà Mau, giữ chức vụ Giám đốc Đại học Quốc gia Hà Nội.
- 26/7/2021: Giám đốc Đại học Quốc gia Hà Nội tham gia Ban Thường vụ, giữ chức Bí thư Đảng ủy Đại học Quốc gia Hà Nội nhiệm kỳ 2020-2025. Ủy viên Hội đồng Lý luận Trung ương. Đại biểu Quốc hội khóa XV

## Nghiên cứu khoa học
Ông Lê Quân có tất cả 6 bài báo được liệt kê cơ sở dữ liệu Scopus (tính đến năm 2020):
- Doan, T., Le, Q., Tran, T.Q. Lost in transition? Declining returns to education in Vietnam, European Journal of Development Research, 2018, 30(2), pp. 195–216
- Quan, L., Hung, T.H. The relationship between social costs, social capital and failure learning on the entrepreneurial restart intention, International Business Management, 2016, 10(4), pp. 561–571
- Ngoc, L.T.M., Quan, L. Empirical study on the relationship between the satisfaction O family business and their participation in convenience store chain in Vietnam, International Business Management, 2016, 10(2), pp. 159–165
- Quan, L. Perceptions of leadership competencies and the acquisition of them by CEOs in vietnamese small enterprises, Asian Social Science, 2015, 11(4), pp. 17–25
- Quan, L., Huy, H. The effect of entrepreneurial human capital and entrepreneurial failure learning on the entrepreneurial restart intention, Asian Social Science, 2014, 10(16), pp. 99–112
- Nha, P.X., Quan, L. Response of Vietnamese private enterprises' leader under global financial crisis: From theorical to empirical approach, Asian Social Science, 2014, 10(9), pp. 26–39

Trong đó đáng chú ý là 5/6 bài báo được đăng ở hai tạp chí giả khoa học Asian Social Science (của Canadian Center for Sience and Education) và International Business Management Lưu trữ ngày 29 tháng 6 năm 2021 tại Wayback Machine (của Medwell Publications) được liệt kê trong danh sách Beall về các nhà xuất bản, tạp chí giả khoa học. Hai tạp chí này cũng đã bị loại ra khỏi cơ sở dữ liệu Scopus.

## Những vấn đề về học thuật

### Bị rà soát chức danh Giáo sư
Ngày 5 tháng 3 năm 2018, trước áp lực dư luận xã hội và yêu cầu rà soát lại danh sách công nhận Giáo sư và Phó giáo sư của thủ tướng Nguyễn Xuân Phúc, bộ trưởng Phùng Xuân Nhạ đã công bố một danh sách, trong đó có những quan chức phải rà soát lại, trong số này có Lê Quân. Chiều ngày 3-4, Hội đồng chức danh giáo sư nhà nước do Phùng Xuân Nhạ làm chủ tịch đã công bố danh sách 53 ứng viên đạt tiêu chuẩn giáo sư, phó giáo sư sau khi rà soát. Lê Quân được chính thức công nhận Giáo sư Kinh tế.

### Bài báo trên tạp chí Asian Social Science
Lê Quân có công trình viết chung với Phùng Xuân Nhạ trên tạp chí Asian Social Science :
Phung Xuan Nha; Le Quan. Response of Vietnamese Private Enterprises’ Leader under Global Financial Crisis: From Theorical to Empirical Approach, Asian Social Science; Vol. 10, No. 9, 2014, pp 26–39.
Theo GS Nguyễn Tiến Dũng (ĐH Toulouse) khi dùng phần mềm chống đạo văn turnitin, thì trang 29 ở bài báo đạo văn, cụ thể là trên sao chép và cắt ghép nhiều đoạn văn từ trang 21-22 của bài báo sau mà thiếu trích dẫn hợp lý
Egan, V. and Tosanguan, P. Coping strategies of entrepreneurs in economic recession: a comparative analysis of Thais and European expatriates in Pattaya, Thailand. Journal of Asia Entrepreneurship and Sustainability. Vol 5, No. 3, 2009, pp. 17-36.
Theo BBC, VOA và RFA, GS Nguyễn Tiến Dũng gửi một bản kiến nghị lên hội đồng chức danh giáo sư nhà nước và chủ tịch nước Nguyễn Phú Trọng về việc ông Phùng Xuân Nhạ và cộng sự đạo văn và gian dối học thuật trong đó RFA có nhắc đến 2 bài báo quốc tế duy nhất của ông Phùng Xuân Nhạ đều đạo văn và đăng ảnh chụp bài báo ông Phùng Xuân Nhạ viết với Lê Quân. VOA tuy không nhắc trực tiếp đến Lê Quân nhưng trích dẫn rằng 2 bài báo của ông Phùng Xuân Nhạ được cho là đã công bố quốc tế thực ra lại đăng trên một tạp chí “giả khoa học” là Asian Social Science năm 2014, trong đó một bài tự đạo văn (bài nhắc đến ở trên) một bài báo của chính hai tác giả đã đăng năm 2013 (trên tạp chí ĐHQG Hà Nội).
Cũng theo BBC,  "Hôm 01 tháng 3/2018, một Ủy viên Hội đồng Chức danh giáo sư nhà nước Việt Nam bác bỏ cáo buộc "tự đạo văn" và "thiếu trình độ" đối với Bộ trưởng Giáo dục Phùng Xuân Nhạ..." Vị này cho rằng không có khái niệm tự đạo văn. Hội đồng chức danh giáo sư nhà nước lại do chính Bộ trưởng GDĐT Phùng Xuân Nhạ làm chủ tịch.
Tạp chí Asian Social Science từng được liệt kê trong danh mục Scopus (Elsevier) nhưng sau đó bị loại ra khỏi danh sách Scopus từ sau năm 2015 do lo ngại về chất lượng xuất bản và gian lận học thuật. Tạp chí Asian Social Science thuộc một công ty tư nhân vị lợi nhuận là Canadian Center for Science and Education lập ra. Công ty này mới thành lập từ năm 2006 và tung ra một loạt các tạp chí kém chất lượng. Các bài báo gửi đến được đăng trong một thời gian ngắn và phải nộp lệ phí 300-400 USD cho một bài. Tạp chí này còn công bố số liệu trích dẫn và chỉ số ảnh hưởng khống để lôi kéo các tác giả gửi bài. Theo một bản tin trên nhật báo Ottawa Citizen (Canada), công ty này được điểm danh như là một trong những nhà xuất giả khoa học tự nhận gốc Canada vào tên của mình. Theo tạp chí Nature, công ty này cũng được liệt kê trong danh sách Beall về các nhà xuất bản giả khoa học.